# Französischer Herzwurm
Der Französische Herzwurm (Angiostrongylus vasorum, veraltet Haemostrongylus vasorum) ist ein Parasit bei Hundeartigen, der den Lungengefäßstamm, die Lungenarterien und die rechte Herzkammer befällt. Hauptsächlicher Endwirt des Parasiten sind Füchse, aber auch Hunde, Wölfe, Dachse, Kojoten und Kleine Pandas werden befallen. Katzen lassen sich experimentell infizieren, natürliche Infektionen spielen aber vermutlich keine Rolle. Adulte Würmer sind sehr dünn (170–360 µm), 1,4 bis 2 cm lang und rosa. Die ausgelöste Erkrankung wird als Angiostrongylose bezeichnet.

## Vorkommen
Ursprünglich war der Parasit vor allem in Frankreich, Dänemark und Großbritannien verbreitet. In Deutschland steigt die Befallshäufigkeit seit einigen Jahren deutlich an, wobei insbesondere der Südwesten betroffen ist. Auch in anderen Regionen Europas nimmt er zu und wurde mittlerweile auch in Süd- und Nordamerika, Australien und Afrika sowie im asiatischen Teil Russlands nachgewiesen. Typisch sind in den Endemiegebieten relativ kleine regionale Herde (Cluster) mit vermehrtem Auftreten des Parasiten.
Eine deutsche Studie zeigte eine Befallshäufigkeit von 7,4 % bei 810 untersuchten Hunden mit ungeklärter Lungensymptomatik. Insgesamt ist die Prävalenz in den letzten Jahren von 0,1 auf 0,5 % angestiegen. Bei Füchsen wurde in Rheinland-Pfalz eine Befallshäufigkeit von 27 %, in Hessen von 19 % und in Thüringen von 8 % ermittelt.

## Entwicklungszyklus
Die Präpatenz variiert zwischen 35 und 60 Tagen. Weibliche Würmer legen undifferenzierte Eier, die über die Blutbahn in die Lungenkapillaren gelangen, wo die Larven 1 schlüpfen und in die unteren Luftwege auswandern. Die Larven werden ausgehustet, abgeschluckt und mit dem Kot ausgeschieden. Die Ausscheidungsdauer (Patenz) beträgt bis zu 5 Jahre. In Zwischenwirten (verschiedene Schneckenarten) entwickeln sie sich zur infektiösen Larve 3. Gelegentlich dienen auch Frösche als paratenische Wirte. Frisst der Hund einen Zwischen- oder paratenischen Wirt, dringen die Larven 3 in die Darmwand ein und entwickeln sich in den Lymphknoten der Bauchhöhle weiter. Das Larvenstadium 3 kann aber auch aktiv aus den Schnecken austreten und in feuchter Umgebung bis zu 15 Tage überleben, so dass eine Infektion über die Aufnahme von Gras und Tau möglich ist. Nach der Infektion gelangen die Larven über Pfortader, Leber und hintere Hohlvene in die rechte Herzkammer und die Lungenarterien, wo sie sich zu den adulten Würmern häuten.